# Spoorlijn Biarritz-la-Négresse - Biarritz-Ville
De spoorlijn Biarritz-la-Négresse - Biarritz-Ville was een Franse spoorlijn in Biarritz. De lijn was 3,3 km lang en heeft als lijnnummer 659 000.

## Geschiedenis
De lijn werd geopend door de Compagnie des Chemins de fer du Midi op 5 februari 1911. Op 27 september 1980 werd de lijn gesloten en nadien opgebroken.

## Aansluitingen
In de volgende plaatsen is een aansluiting op de volgende spoorlijnen:
Biarritz-la-Négresse
RFN 655 000, spoorlijn tussen Bordeaux-Saint-Jean en Irun
Biarritz-Ville
lijn tussen Bayonne en Biarritz (tot 1922)

## Galerij

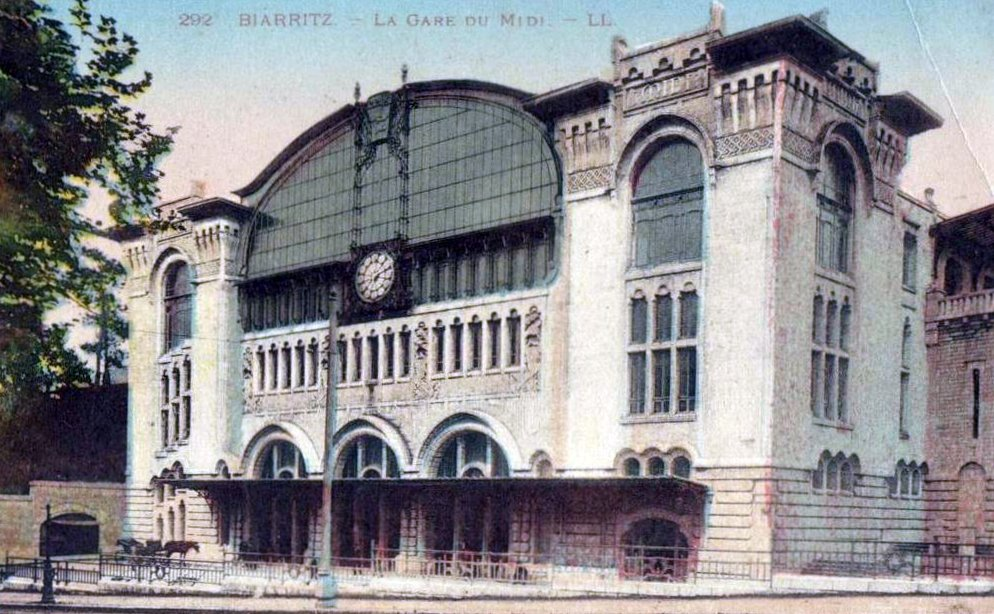
Station Biarritz-Ville kort na de opening.